# 巴爾辛足球會
巴爾辛足球會（英語：Balzan Football Club），是馬耳他巴尔灿的職業足球會，自2010年起於馬耳他足球超級聯賽角逐。该俱乐部成立于1937年，当时名为“巴尔灿青年”。2012年6月时改为现名。

## 榮譽
- 馬耳他足總盃
  - 冠軍： 2018–19
- 馬爾他足球乙級聯賽
  - 冠軍： 2008–09

## 外部連結
- 官方网站  （英文）